# Arcusaurus
Arcusaurus ("Ještěr duhy") byl rod vývojově primitivního sauropodomorfního dinosaura, který žil v období spodní jury (geologické stupně hettang-sinemur, asi před 200 až 195 miliony let) na území dnešní Jihoafrické republiky.

## Objev a popis
Fosilie tohoto dinosaura byly objeveny v sedimentech souvrství Elliot (nedaleko města Senekal v provincii Svobodný stát). Byla objevena lebka, části kostí dlouhých končetin a obratle přinejmenším dvou nedospělých jedinců. Arcusaurus byl zřejmě sesterským taxonem ke geologicky staršímu (a nepříliš dobře známému) rodu Efraasia. Jednalo se o malého dinosaura, který dosahoval délky pouze kolem 2,5 metru.